# VVS Moskva
VVS Moskva (ryska: ВВС Москва) var en sovjetisk sportklubb, som representerade det sovjetiska flygvapnet. Klubben tävlade i bland annat basket, fotboll, ishockey och volleyboll. Laget blev sovjetiska mästare i basket 1952, i volleyboll 1952, och i ishockey 1951, 1952 och 1953.
Josef Stalins son Vasilij Stalin var klubbens ordförande. Vsevolod Bobrov spelade i fotbollslaget 1950-1952 och i ishockeylaget 1949-1953. Viktor Tichonov, senare sovjetiska landslagets tränare, spelade för ishockeylaget, samt tränaren Boris Kulagin. Jevgenij Babich spelade också för ishockeylaget under de år de vann mästerskapet.
Den 7 januari 1950 havererade ishockeylagets flygplan på väg till Tjeljabinsk i Sverdlovsk, och de enda överlevande spelarna var Viktor Sjuvalov och Vsevolod Bobrov, som tagit tåget i stället.

### Fotnoter
1. ↑  ”Arkiverade kopian”. Arkiverad från originalet den 25 april 2018. https://web.archive.org/web/20180425072735/http://sports123.com/bsk/msov.html. Läst 20 juni 2013.
2. ↑  ”Arkiverade kopian”. Arkiverad från originalet den 4 april 2016. https://web.archive.org/web/20160404125906/http://sports123.com/vol/msov.html. Läst 20 juni 2013.
3. ↑  ”Arkiverade kopian”. Arkiverad från originalet den 7 februari 2018. https://web.archive.org/web/20180207162004/http://sports123.com/iho/msov.html. Läst 20 juni 2013.